# Henryk Górecki: Symphony No. 3 (Symphony of Sorrowful Songs)
Henryk Górecki: Symphony No. 3 (Symphony of Sorrowful Songs) Op. 36 – album koncertowy Beth Gibbons i Narodowej Orkiestry Symfonicznej Polskiego Radia pod dyrekcją Krzysztofa Pendereckiego, wydany (w kilku wersjach) 29 marca 2019 roku przez wytwórnię Domino Recording Company. Zawiera rejestrację koncertu z 29 listopada 2014 roku.
13 kwietnia 2019 roku album zadebiutował na 1. miejscu listy Classical Albums tygodnika Billboard.

## Album

### Historia
Podczas koncertów Portishead w Krakowie w 2013 roku promotor koncertu Filip Berkowicz dostrzegł w Gibbons potencjał do roli sopranistki w III symfonii Góreckiego. Dzieło to, zatytułowane „Symfonia pieśni żałosnych”, okazało się na początku lat 90. nieoczekiwanym hitem zarówno w teatrze, jak i poza nim, głównie dzięki nagraniom Dawn Upshaw i London Sinfonietta, które sprzedały się w ponad milionie egzemplarzy.
Nagranie III symfonii Góreckiego w wykonaniu Orkiestry Symfonicznej Polskiego Radia pod dyrekcją Krzysztofa Pendereckiego z Beth Gibbons jako solistką zostało zarejestrowane 29 listopada 2014 roku w Teatrze Wielkim-Operze Narodowej w Warszawie. Gibbons starannie przygotowywała się do tego występu. Nauczyła się tekstu, mimo że nie mówiła ani słowa po polsku. Brała także lekcje najpierw u Caroline Jaya-Ratnam w Anglii, a później u Anny Marchwińskiej w Polsce, gdyż jej głos alt, jest niższy od sopranu, przewidzianego przez kompozytora. Marchwińska nauczyła Gibbons również poprawnej wymowy tekstu.
Zarejestrowany materiał ukazał się płycie nakładem brytyjskiej wytwórni Domino Recording Company w formacie CD, DVD oraz jako winyl. Gibbons była jednym ze współproducentów płyty – pierwszej z jej wokalem od 2008 roku. Film z koncertu, wyprodukowany przez Narodowy Instytut Audiowizualny, został pokazany między innymi w Londynie, Paryżu, Sydney, Madrycie i w Warszawie.
| A1. | I. Lento, Sostenuto Tranquillo Ma Cantabile | 24:39 |
|     |                                             |       |
| B1. | II. Lento E Largo, Tranquillissimo          | 8:18  |
|     |                                             |       |
| B2. | Lento, Cantabile–Semplice                   | 15:11 |
|     |                                             |       |
|     |                                             | 48:08 |
|     |                                             |       |

| 1. | I. Lento, Sostenuto Tranquillo Ma Cantabile | 24:40 |
|    |                                             |       |
| 2. | II. Lento E Largo, Tranquillissimo          | 8:19  |
|    |                                             |       |
| 3. | Lento, Cantabile–Semplice                   | 15:56 |
|    |                                             |       |
|    |                                             | 48:55 |
|    |                                             |       |

Płyta winylowa została umieszczona w rozkładanej okładce typu gatefold z dołączoną 16-stronicową książeczką i kartą do pobrania. Wersja deluxe wydawnictwa winylowego zawiera bonusowy film koncertowy DVD (w kartonowym etui) oraz limitowaną edycję wysokiej jakości odbitek fotograficznych podpisanych przez Beth Gibbons.
Płytę Gibbons zadedykowała swojej matce, Jane.

### Wykonawcy
- Henryk Górecki – kompozytor
- Krzysztof Penderecki – dyrygent
- Narodowa Orkiestra Symfoniczna Polskiego Radia – orkiestra
- Beth Gibbons – śpiew

## Odbiór

### Opinie krytyków
| Oceny łączne      | Oceny łączne |
| Publikacja        | Ocena        |
| ----------------- | ------------ |
| Album of the Year | 81/100       |
| AnyDecentMusic?   | 8.0/10       |
| Metacritic        | 84/100       |
| Recenzje          |              |
| Publikacja        | Ocena        |
| AllMusic          | [ 9 ]        |
| Exclaim!          | 8/10         |
| The Guardian      | [ 11 ]       |
| The Irish Times   | [ 12 ]       |
| laut.de           | [ 3 ]        |
| musicOMH          | [ 2 ]        |
| Pitchfork         | 8.0/10       |
| PopMatters        | 8/10         |
| Tiny Mix Tapes    | [ 15 ]       |
| Uncut             | 8/10         |
| Under the Radar   | 9/10         |

Album otrzymał następujące oceny średnie w serwisach agregujących recenzje: 81/100 w Album of the Year (na podstawie 12 recenzji krytycznych), 8.0/10 w AnyDecentMusic? (na podstawie 12 recenzji) i 84/100 w Metacritic z komentarzem „powszechne uznanie” (na podstawie 13 recenzji).
Zdaniem Heather Phares z AllMusic zaangażowanie zaowocowało wykonaniem, które „jest autentyczne dla ducha dzieła i jej własnej muzyki. Powolne, medytacyjne kompozycje III Symfonii przekazują głęboki smutek rozdzielonych matek i dzieci, dzięki czemu Gibbons jest inspirującym wyborem, aby podejść do tego dzieła z innej perspektywy”. Choć interpretacja wokalistki Portishead różni się od wszystkiego innego w jej dorobku, to III Symfonia Góreckiego jest – według recenzentki – „wzruszającym przykładem gotowości Gibbons do podążania ze swoją muzyką w nieoczekiwanych, ale ostatecznie zwycięskich, kierunkach”.
Eamon Sweeney z dziennika The Irish Times twierdzi, że „mimo że śpiewa po polsku, wyjątkowy głos Gibbons jest niewątpliwie bristolski. To zupełnie inny świat niż wczesny, nagrodzony Mercury Music Prize, przebojowy album Dummy, który stał się ścieżką dźwiękową wieczornych przyjęć w połowie lat 90., ale ma to sens.
„Wokalistka Portishead nie jest wyszkoloną sopranistką, ale jej udręczony styl wydobywa niesamowitą desperację utworu” – zauważa John Lewis z dziennika The Guardian dodając, iż każde nagranie tej symfonii do tej pory wykonywane było przez zawodową sopranistkę, między innymi: Stefanię Woytowicz, Zofię Kilanowicz, Dawn Upshaw, Christine Brewer i Susan Gritton. Jednak „cicha, demotyczna wrażliwość Gibbons sprawia, że jest to [wykonanie] zarówno bardziej wstrząsające, jak i emocjonalnie angażujące”.
Mischa Pearlman z magazynu Under the Radar jest zdania, że w tym wykonaniu symfonii Góreckiego „głos Gibbonsa doskonale uzupełnia muzykę. Lamentuje nad śmiertelnością ludzkości zarówno z przerażeniem, jak i spokojnym lękiem, niosąc nas przez naszą egzystencję, aż do momentu, gdy, podobnie jak ostatnia nuta tej kompozycji, po prostu znika”.
Ben Hogwood z magazynu musicOMH jest zdania, że Gibbons i Penderecki „zasługują na ogromne uznanie za swoje podejście, które jest jednocześnie zdecydowanie przestudiowane, ale także chwalebnie instynktowne”, a Gibbons „dociera do samego serca muzyki i sposobu jej tworzenia całym swoim sercem”. Wtóruje mu Elisabeth Woronzoff z PopMatters, według której występ Gibbons jako sopranistki w Symphony of Sorrowful Songs jest „równie poruszający, co imponujący”.
Jayson Greene z magazynu Pitchfork analizując wykonanie III symfonii Góreckiego i udział w nim Gibbons zauważył, że „jej głos, od momentu pojawienia się nad zapierającą dech w piersiach mgłą smyczków w pierwszej części, jest wciągający i bliski uchu”. Jeden z tekstów symfonii jest głosem ma kobiety wołającej o swoje zamordowane dziecko, a Gibbons „wydobywa to drżące niebezpieczeństwo akurat na powierzchnię”. W podsumowaniu autor stwierdza, że „jest coś wspaniałego w tym, co osiągnęli Gibbons, Penderecki i Narodowa Orkiestra Symfoniczna Polskiego Radia: Udało im się sprawić, że Symfonia pieśni żałosnych jest mroczna, a nawet grozna”.
Również Simon Tucker z magazynu Louder Than War zwraca uwagę na energię wykonawczą Beth Gibbons, która „pozwala słuchaczom nie mówiącym po polsku natychmiast zespolić się z tematami i emocjami, które wywołuje tekst. Jest to wykonanie przesiąknięte patosem i kruchym pięknem. Beth Gibbons idealnie pasuje do tej tematyki i to nie dlatego, że jest naturalnie utalentowaną wokalistką, ale bardziej dlatego, że brzmi tak, jakby rozdzierała się na strzępy, by osiągnąć pewne nuty i emocjonalne szczyty.
„Wyjątkowe brzmienie tego nowego nagrania – z Krzysztofem Pendereckim dyrygującym Narodową Orkiestrą Symfoniczną Polskiego Radia i Beth Gibbons, upiornym głosem Portishead – wynika z faktu, że przywraca ono utwór, podkreślając jego iluzoryczną naturę, do tego, co zawsze było tylko rzeczą, nagością, blizną” – ocenia Evan Coral z Tiny Mix Tapes.
Toni Hennig z laut.de stwierdza, że Gibbons „dokłada wszelkich starań, aby uchwycić głęboką emocjonalność tego dzieła, co niekoniecznie zawsze jej się udaje”.

### Listy tygodniowe
| Kraj              | Lista                      | Pozycja |
| ----------------- | -------------------------- | ------- |
| Austria           | Ö3 Austria Top 40          | 58      |
| Belgia            | Ultratop (Flandria)        | 23      |
| Belgia            | Ultratop (Walonia)         | 36      |
| Francja           | SNEP                       | 78      |
| Niemcy            | Offizielle Deutsche Charts | 25      |
| Portugalia        | AFP                        | 28      |
| Stany Zjednoczone | Classical Albums           | 1       |
| Szkocja           | Scottish Albums Chart      | 15      |
| Szwajcaria        | Hitparade.ch               | 44      |
| Wielka Brytania   | UK Albums Chart            | 35      |
| Wielka Brytania   | UK Independent Albums      | 5       |